# Алин Стојка
Алин Тудор Али Стојка (рум. Alin Stoica; рођен 10. децембра, 1979. у Букурешту) је бивши румунски фудбалер који је играо за Војводину из Новог Сада.

## Фудбалска каријера
Са шеснаест година потписао је за Андерлехт, у који је отишао 1996. године из славне румунске екипе Стеауе. Након сукоба са тренером, прешао је у ривалски Клуб Бриж током прве половине 2002. По завршетку сезоне 2001/02, проглашен је за најбољег младог играча у белгијској лиги.
После три освојене титуле у белгијском првенству (две са Андерлехтом и једне са Брижом), Стојка је 2005. године прешао у италијанску Сијену, а исте године је наступао и за румунски Национал. У оба ова клуба се кратко задржао.
Године 2006, на позив легенде румунског фудбала, Георге Хаџија, прешао је у темишварску Политехнику. После свега неколико утакмица, због непрофесионалног понашања, Стојка је прекомандован у други тим, уговор је убрзо раскинут а играч се вратио у белгијско првенство потписавши за Гент. После једне и по сезоне у Генту, уговор је споразумно раскинут, понајвише због Стојкиног неспоразума са тренером.
Крајем јануара 2008, Стојка је потписао за, у својој каријери четврти белгијски клуб, Мускрон. Само 3 месеца доцније, и овај уговор је раскинут. Убрзо затим, играч је потписао за румунски Брашов, у коме није одиграо ниједну утакмицу. Упркос честим променама екипа и раскидима пређашњих уговора, као велико најављено појачање, 3. јула 2009. године је потписао двогодишњи уговор са српским клубом ФК Војводина.